# Cerro Sincholagua
Cerro Sincholagua är ett berg i Ecuador.   Det ligger i provinsen Pichincha, i den centrala delen av landet, 40 km sydost om huvudstaden Quito. Toppen på Cerro Sincholagua är 4 779 meter över havet, eller 88 meter över den omgivande terrängen. Bredden vid basen är 0,41 km.
Terrängen runt Cerro Sincholagua är varierad. Runt Cerro Sincholagua är det ganska tätbefolkat, med 56 invånare per kvadratkilometer. Trakten runt Cerro Sincholagua består i huvudsak av gräsmarker.